# Microdynerus ludendorffi
Microdynerus ludendorffi är en stekelart som först beskrevs av Dusmet 1917.  Microdynerus ludendorffi ingår i släktet Microdynerus och familjen Eumenidae. Inga underarter finns listade i Catalogue of Life.